# Instidoc - Ciclo do Documentário Institucional
O INSTIDOC – Ciclo do Documentário Institucional terá a sua 4ª edição em Outubro de 2017, disponibilizando, uma vez mais, um espaço para a divulgação de documentários institucionais  nacionais e internacionais, de realizadores independentes, produtoras, organizações públicas, não-governamentais, com e sem fins lucrativos. 
À semelhança das anteriores edições, o Centro Cultural Franco-Moçambicano, voltará a acolher esta iniciativa, que se realizará entre os dias 17 e 21 de Outubro em Maputo, com uma programação de excelência focada nas áreas de Direitos Humanos, Saúde, Educação, Religião, Meio Ambiente e Sustentabilidade, Política, Economia, Cultura, entre outras.

## Publicações
1ª Edição | 2014
- Jornal @Verdade | Maputo Ganha Instidoc
- Jornal Notícias | Arranca Ciclo de Documentários Institucionais
- Sapo Mz | Maputo Acolhe o I Ciclo do Documentário Institucional Moçambicano
- Jornal @Verdade | Ciclo do Documentário Institucional

2ª Edição | 2015
- Lambda Moz |  Segunda Edição do Instidoc Marcado pela Rodagem de Longa Metragem Sobre Experiência dos Homossexuais no Uganda
- Sapo Mz | Meio Institucional em Destaque com 24 Documentários na 2ªedição do Instidoc
- Sapo Mz | Cinema é Oportunidade para Transmitir Mensagem de Paz em Moçambique - UE
- Jornal @Verdade | Mais uma vez Instidoc em Maputo
- Jornal Notícias | Cinema é Oportunidade para Mensagens de Paz
- Pernambuco Governo do Estado | Histórias do Pernambuco do Batente
- Rádio CDN | Pernambuco do Batente Estreia em Festival de Moaçambique
- Sapo Timor | Sinema Maka Oportunidade Hodi Transmiti Mensajen Dame Nian Iha Mosambike - UE
- África 21 | Maputo Acolhe Segunda Edição do Ciclo de Documentários de 12 Países
- Mobility Hub Africa | Call for Submissions
- Sapo Mz | Instidoc Encerra no Sábado com a Estreia do Filme Marrabenta, Som de Moçambique

## Ligações Externas
- Website oficial

[[Categoria:Lista_de_festivais_de_cinema]]